# 남원 지당리 석불입상
남원 지당리 석불입상(南原 池塘里 石佛立像)은 대한민국 전북특별자치도 남원시 주생면에 있는 석불이다. 1974년 9월 27일 전라북도의 유형문화재 제44호로 지정되었다.

## 개요
하나의 돌에 광배(光背)·불신(佛身)·대좌(臺座)를 새긴 불상으로 발 아래 부분은 땅속에 묻혀있다. 현재 높이는 3.63m이지만 묻혀있는 부분을 감안하면 4m가 넘는 커다란 불상일 것으로 추정된다.
민머리 위에 상투 모양의 머리묶음이 높이 솟아 있으며, 귀가 어깨까지 길게 늘어져 있다. 양 어깨를 감싸고 입은 옷은 좌우대칭으로 곡선을 그리면서 아래로 내려오고 있다. 어깨는 1.15m로 넓으며, 양 팔에 걸쳐진 소매자락도 발 아래까지 길게 표현되었다. 부처의 몸에서 나오는 빛을 형상화한 광배에는 머리광배 표현만 보이는데 지름이 1.82m로 상당히 크다. 머리광배 안에는 연꽃무늬를 새기고, 둘레에는 원을 도드라지게 새겼다.
머리광배에 있는 연꽃무늬 등 세부표현이 간략화되어 섬세함을 잃은 모습을 보이고 있어서, 만복사지 석불입상(보물 제43호)보다 시대가 떨어지는 고려 후기의 작품으로 추정된다.

## 같이 보기
- 남원 만복사지 석조여래입상 - 보물 제43호

## 참고 자료
- 지당리석불입상 - 국가유산청 국가유산포털